# Joseph Seamon Cotter Sr.

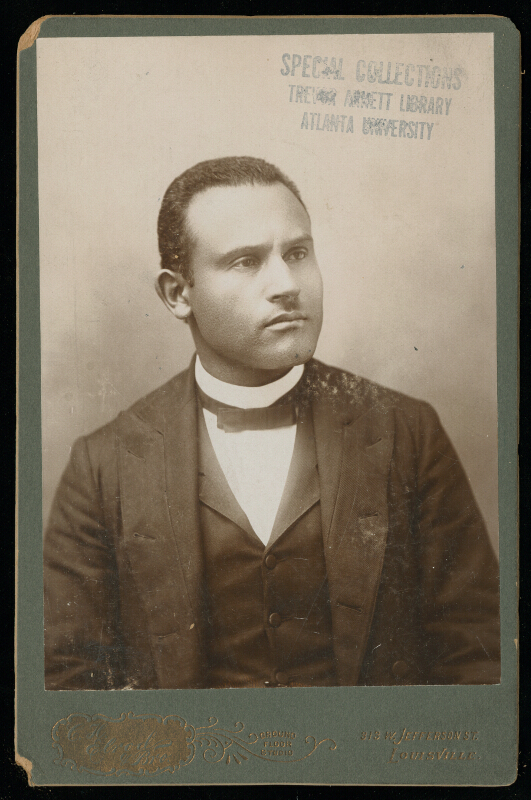
Joseph Seamon Cotter Sr.

Joseph Seamon Cotter Sr. (2. Februar 1861 in Nelson County; † 14. März 1949) war ein US-amerikanischer Dichter, Schriftsteller, Dramatiker und eine Führungspersönlichkeit aus Louisville, Kentucky. Cotter war einer der ersten afroamerikanischen Dramatiker, dessen Werke gedruckt wurden. Er war bekannt als „Kentucky’s first Negro poet with real creative ability“. Cotter wurde zu Beginn des Sezessionskrieges geboren und wuchs in Armut auf, ohne geregelte Ausbildung bis zum Alter von 22 Jahren. Später wurde er selbst Pädagoge und ein Anwalt der „Black education“.

## Leben
Cotter wuchs in einer mixed racial Familie auf. Sein Vater, Michael J. Cotter, hatte schottisch-irische Vorfahren und seine Mutter, Martha Vaughn, war eine freie schwarze Frau mit gemischter rassischer Herkunft. (Sie war das Kind einer afrikanischen Sklavin und eines englisch-Cherokee-Vaters).
Am 22. Juli 1891 heiratete Cotter Maria F. Cox, eine Kollegin, mit der er vier Kinder bekam: Leonidas, Florence, Olivia und Joseph Seamon Cotter Jr. (der ebenfalls als Dichter bekannt wurde).

## Ausbildung
Nach der dritten Klasse verließ Cotter die Schule um der Familie beim Erwerb des Lebensunterhalts zu helfen. Cotter arbeitete in den verschiedensten Jobs, vor allem mit harter körperlicher Arbeit bis zum Alter von 22 Jahren, als er an der ersten und neu gegründeten Louisville Night School for Black Students (Abendschule) aufgenommen wurde. Cotter besuchte die Night School für zehn Monate und erwarb sein High School Diploma, sowie eine Lehrbefugnis (teaching credentials).
Linda Metzger schrieb 1989:

„Es gibt wenig spezifische Informationen über den Umfang von Cotters Ausbildung - wobei es sicher erscheint, dass er niemals das College besucht hat oder ein Programm, welches einen akademischen Grad verleiht - oder über sein professionelles Leben als Pädagoge. Auch wenn viele Verfasser meinten, dass Cotter das College besucht haben müsste, könnte seine Liebe zum Schreiben und zur Literatur auch einfach aus den vielen Büchern entstanden war, welche seine Mutter ihm als Kind vorgelesen hatte. Und auch wenn Cotters Beiträge zur Bildung der Schwarzen jetzt als extrem wichtig angesehen werden, wurden zu der zeit, als er arbeitete nur wenige Details für spätere Forschung erhalten. Was jetzt sicher ist, ist, dass Cotter ein angesehener Schriftsteller wurde, auch wenn es noch nicht einmal klar ist, wann er begann zu schreiben.“

## Karriere als Pädagoge
Sobald er seine Qualifikation zu Lehren hatte, erhielt Cotter seinen ersten Job in der Cloverport Public School. Die Bedingungen in Cloverport waren extrem armselig. Cotter machte das Beste daraus Kinder in einem kleinen Ein-Raum-Schulgebäude mit gestampften Lehmboden und ohne Heizung zu unterrichten. Trotz des Schwierigen Starts begann damit für Cotter ein lebenslanges Engagement für die Ausbildung afroamerikanischer Kinder und eine Verbundenheit zu seiner Community. Nach zwei Jahren in Cloverport ging Cotter an eine nahegelegene Private School, bevor er an das Louisville Public School System wechselte. Seine erste Aufgabe in dem Schulverbund war in der Western Colored School, welche in einer rein afro-amerikanischen Neighborhood (Stadtviertel) lag. Hier unterrichtete Cotter vier Jahre lang, von 1889 bis 1893. Aus der festen Überzeugung für den Wert der „Black Education“ begründete Cotter 1893 die Paul Lawrence Dunbar School, die er nach dem Dichter und Freund Paul Laurence Dunbar benannte. Cotter war der Principal (Schulleiter) dieser „Black High School“ bis 1911. Dann nahm er die Stelle des Principal an der Samuel Coleridge-Taylor School an und blieb dort bis 1942.
Zugleich mit seiner 53 Jahre andauernden Karriere als Pädagoge, engagierte sich Cotter für die Verbesserung der Rassensituation (racial advancement) mit verschiedenen lokalen und nationalen Organisationen, unter anderem Louisville Colored Orphans Home Society, Kentucky Educational Association, Author’s League, Association for the Study of Negro Life and History und NAACP.

## Literarisches Schaffen
Cotter veröffentlichte neun Werke, allen voran 4 Gedichtbände: A Rhyming (1895); Links of Friendship (1898); A White Song and a Black One (1909); Collected Poems (1938).
Andere Veröffentlichungen sind: Sequel to „The Pied Piper of Hamelin“, and Other Poems (1939), eine Sammlung von Gedichten und Prosastücken; Negroes and Others at Work and Play (1947); Caleb, the Degenerate; A Play in Four Acts: A Study of the Types, Customs, and Needs of the American Negro (dt. „Caleb, der Degenerierte, Ein Schauspiel in vier Akten: Eine Studie von Typen, Gebräuchen und Bedürfnissen des Amerikanischen Negros“, 1903); sowie 2 Prosa-Sammlungen: Negro Tales (1912) und Twenty-fifth Anniversary of the Founding of Colored Parkland or „Little Africa“, Louisville, Ky., 1891–1916 (dt.: 25-jähriges Jubiläum der Gründung des Colored Parkland oder 'Little Africa', Louisville, Kentucky; 1934).
Cotter verfasste auch zahlreiche Beiträge für Zeitschriften wie dem Louisville Courier-Journal (ab 1884), National Baptist Magazine (1894–1908), Voice of the Negro (1904–07), Southern Teachers Advocate (Kentucky; 1905-6) und Alexander’s Magazine (1909).
William Ward schrieb:

„(Cotters) Schriften haben ihm niemals hohes Ansehen gebracht, aber er kam damit gut weg bei Schwarzen Historikern.“

Cotters Schriften sind bekannt, weil er sowohl Dialekt als auch Standard English verwendete um die Rassensituation zu verbessern. Dies wollte er „durch eine Mischung aus Rassenstolz, Demut, harter Arbeit, Erziehung und einer positiven, optimistischen Herangehenweise“ erreichen („to be gained by a mixture of race pride, humility, hard work, education, and a positive, optimistic outlook“). Die Historikerin Joan R. Sherman beschreibt auch das Hauptthema, welches in Cotters Schriften immer wieder auftaucht, von seinen ersten Gedichten an bis zu den The Negro’s Ten Commandments (dt. „des Negros 10 Gebote“, 1947). Er warb ständig für sein 'Evangelium' („he consistently advocated this gospel“):

„(5) Lies nicht dich selbst heraus aus der Schwerarbeit mit den Händen, und arbeite nicht so schwer dass du nicht mehr liest; denn lesen macht dich verwandt mit dem Ochsen. Daher, derjenige, der nur träumt, ist am sterben, and derjenige, der nicht träumt ist bereits tot.

(7) Lerne den Wert eines Dollars und wie du ihn davon abhältst, dich zu verdammen.

(9) Sozial sollst du deinem Bruder näher kommen, als er dir kommt. Aversion gegen ihn soll die Idee der Entwicklung in dir zerschlagen.

(10) Wenn du die Einstellung hast, ein Leben zu machen durch Ehrlichkeit, Fleiß, Einfachheit und Selbst-Aufopferung, dann bleibe im Süden, wo du sicherlich ernten wirst, was dein Charakter wert ist; aber wenn du die Einstellung hast zu Sterben durch Faulheit, Unwissen und Torheit, dann gehe weit weg, denn die Last so jemanden zu begraben wird unerträglich.“

## Bibliographie
- A Rhyming. Louisville, Ky.: New South Publishing, Co., 1895.
- Links of Friendship. Louisville, Ky.: Bradley & Gilbert Co., 1898.
- Caleb, the Degenerate; A Play in Four Acts: A Study of the Types, Customs, and Needs of the American Negro. Louisville, Ky.: Bradley & Gilbert Co., 1903.
- Negro Tales. New York: Cosmopolitan Press, 1912.
- A White Song and a Black One. Louisville, Ky.: Bradley & Gilbert Co., 1909.
- Twenty-fifth Anniversary of the Founding of Colored Parkland or "Little Africa" Louisville, Ky., 1801–1916. 1934. Louisville, Ky.: I. Willis Cole Publishing Co., 1934.
- Collected Poems. New York: Henry Harrison, 1938.
- Sequel to „The Pied Piper of Hamelin“, and Other Poems. New York: Henry Harrison, 1939.
- Negroes and Others at Work and Play. New York: Paebar Co., 1947.